# Arnaldoa
Arnaldoa là một chi thực vật có hoa trong họ Cúc (Asteraceae).

## Loài
Chi Arnaldoa gồm các loài: